# 카포디몬테 미술관

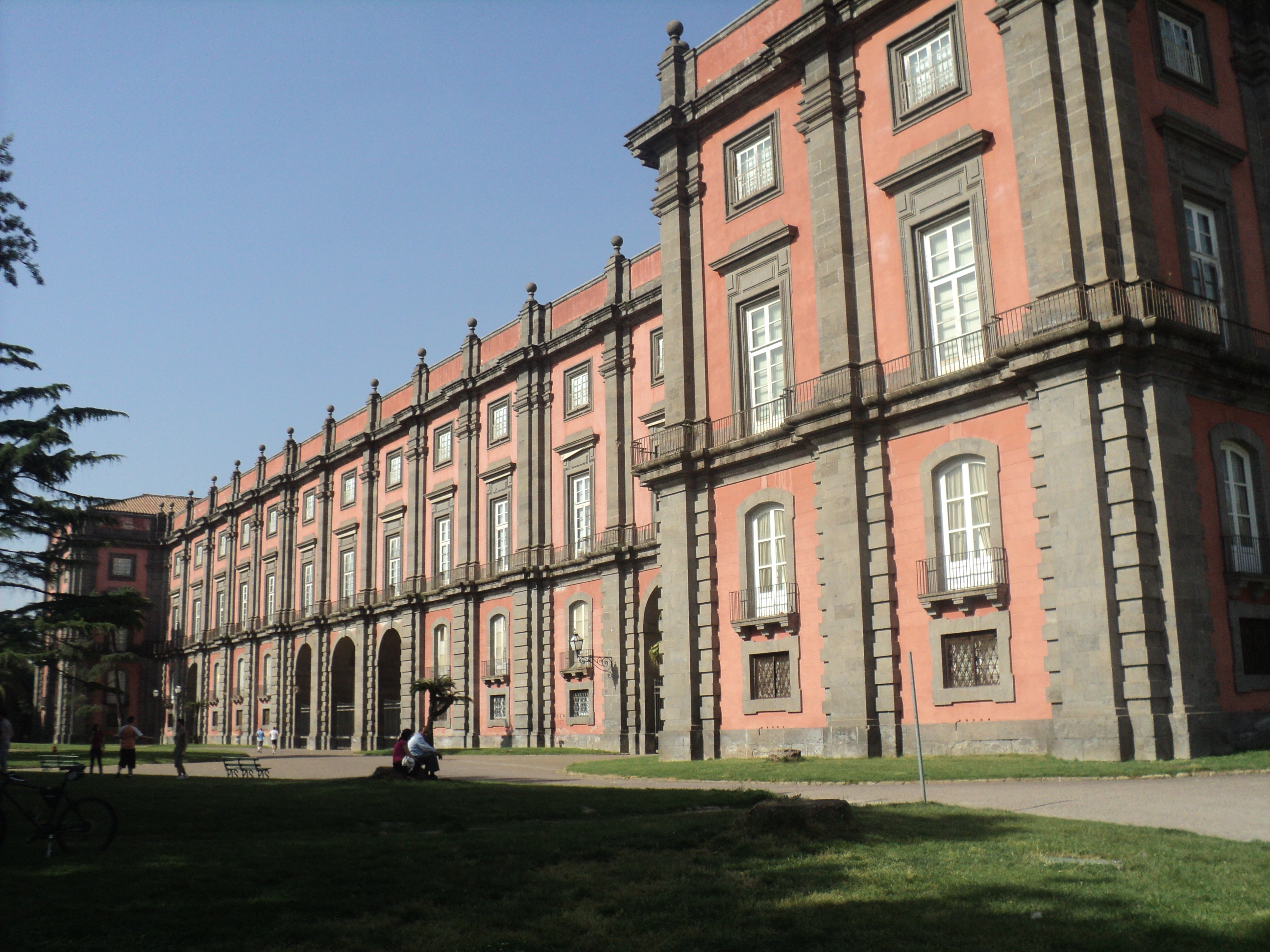

카포디몬테 미술관(Museo di Capodimonte)은 조반니 안토니오 메드라노(Giovanni Antonio Medrano)가 디자인한 이탈리아 나폴리의 웅장한 부르봉가 궁전인 카포디몬테 궁전에 위치한 미술관이다. 이 미술관은 다른 이탈리아 회화 학교의 여러 중요한 작품과 중요한 고대 로마 조각품을 포함하여 나폴리 회화 및 장식 예술의 주요 저장소이다. 이탈리아에서 가장 큰 미술관 중 하나이다. 이 미술관은 1957년에 개관되었다.

## 같이 보기
- 가장 큰 미술관 목록